# Chikkamattur, Sagar
Chikkamattur là một làng thuộc tehsil Sagar, huyện Shimoga, bang Karnataka, Ấn Độ.